# Vietnamees voetbalelftal (vrouwen)
Het Vietnamees vrouwenvoetbalelftal (Vietnamees: Đội tuyển bóng đá nữ quốc gia Việt Nam) is een voetbalteam dat Vietnam vertegenwoordigt in internationale wedstrijden, zoals het Aziatisch kampioenschap. In 2023 komt het team voor het eerst uit op een wereldkampioenschap, nadat het zich direct had geplaatst.
Het team werd al in 1990 opgericht, maar speelde pas in 1997 de eerste interland. Samen met Thailand is het een van de sterkste vrouwenelftallen in Zuidoost-Azië.
Op het Aziatisch kampioenschap kwam Vietnam negenmaal uit, waarbij het tweemaal door de voorrondes heen kwam. In 2014 behaalde het daar de zesde plaats, tot nu (2022) de beste prestatie.
Ook op de Aziatische Spelen behaalde het in 2014 de beste positionering, met een vierde plaats.

## Prestaties op eindronden

### Wereldkampioenschap
| Jaar   | Resultaat           | Wed                 | W                   | G                   | V                   | DV                  | DT                  |
| ------ | ------------------- | ------------------- | ------------------- | ------------------- | ------------------- | ------------------- | ------------------- |
| 1991   | Niet deelgenomen    | Niet deelgenomen    | Niet deelgenomen    | Niet deelgenomen    | Niet deelgenomen    | Niet deelgenomen    | Niet deelgenomen    |
| 1995   | Niet deelgenomen    | Niet deelgenomen    | Niet deelgenomen    | Niet deelgenomen    | Niet deelgenomen    | Niet deelgenomen    | Niet deelgenomen    |
| 1999   | Niet deelgenomen    | Niet deelgenomen    | Niet deelgenomen    | Niet deelgenomen    | Niet deelgenomen    | Niet deelgenomen    | Niet deelgenomen    |
| 2003   | Niet gekwalificeerd | Niet gekwalificeerd | Niet gekwalificeerd | Niet gekwalificeerd | Niet gekwalificeerd | Niet gekwalificeerd | Niet gekwalificeerd |
| 2007   | Niet gekwalificeerd | Niet gekwalificeerd | Niet gekwalificeerd | Niet gekwalificeerd | Niet gekwalificeerd | Niet gekwalificeerd | Niet gekwalificeerd |
| 2011   | Niet gekwalificeerd | Niet gekwalificeerd | Niet gekwalificeerd | Niet gekwalificeerd | Niet gekwalificeerd | Niet gekwalificeerd | Niet gekwalificeerd |
| 2015   | Niet gekwalificeerd | Niet gekwalificeerd | Niet gekwalificeerd | Niet gekwalificeerd | Niet gekwalificeerd | Niet gekwalificeerd | Niet gekwalificeerd |
| 2019   | Niet gekwalificeerd | Niet gekwalificeerd | Niet gekwalificeerd | Niet gekwalificeerd | Niet gekwalificeerd | Niet gekwalificeerd | Niet gekwalificeerd |
| 2023   | Groepsfase          | 3                   | 0                   | 0                   | 3                   | 0                   | 12                  |
| Totaal | 1/9                 | 3                   | 0                   | 0                   | 3                   | 0                   | 12                  |

### Olympische Spelen
| Jaar   | Resultaat           | Wed                 | W                   | G                   | V                   | DV                  | DT                  |
| ------ | ------------------- | ------------------- | ------------------- | ------------------- | ------------------- | ------------------- | ------------------- |
| 1996   | Niet deelgenomen    | Niet deelgenomen    | Niet deelgenomen    | Niet deelgenomen    | Niet deelgenomen    | Niet deelgenomen    | Niet deelgenomen    |
| 2000   | Niet deelgenomen    | Niet deelgenomen    | Niet deelgenomen    | Niet deelgenomen    | Niet deelgenomen    | Niet deelgenomen    | Niet deelgenomen    |
| 2004   | Niet deelgenomen    | Niet deelgenomen    | Niet deelgenomen    | Niet deelgenomen    | Niet deelgenomen    | Niet deelgenomen    | Niet deelgenomen    |
| 2008   | Niet gekwalificeerd | Niet gekwalificeerd | Niet gekwalificeerd | Niet gekwalificeerd | Niet gekwalificeerd | Niet gekwalificeerd | Niet gekwalificeerd |
| 2012   | Niet gekwalificeerd | Niet gekwalificeerd | Niet gekwalificeerd | Niet gekwalificeerd | Niet gekwalificeerd | Niet gekwalificeerd | Niet gekwalificeerd |
| 2016   | Niet gekwalificeerd | Niet gekwalificeerd | Niet gekwalificeerd | Niet gekwalificeerd | Niet gekwalificeerd | Niet gekwalificeerd | Niet gekwalificeerd |
| 2020   | Niet gekwalificeerd | Niet gekwalificeerd | Niet gekwalificeerd | Niet gekwalificeerd | Niet gekwalificeerd | Niet gekwalificeerd | Niet gekwalificeerd |
| 2024   | Nader te bepalen    | Nader te bepalen    | Nader te bepalen    | Nader te bepalen    | Nader te bepalen    | Nader te bepalen    | Nader te bepalen    |
| Totaal | 0/8                 | 0                   | 0                   | 0                   | 0                   | 0                   | 0                   |

### Aziatisch kampioenschap
| Jaar   | Resultaat        | Wed              | W                | G                | V                | DV               | DT               |
| ------ | ---------------- | ---------------- | ---------------- | ---------------- | ---------------- | ---------------- | ---------------- |
| 1975   | Niet deelgenomen | Niet deelgenomen | Niet deelgenomen | Niet deelgenomen | Niet deelgenomen | Niet deelgenomen | Niet deelgenomen |
| 1977   | Niet deelgenomen | Niet deelgenomen | Niet deelgenomen | Niet deelgenomen | Niet deelgenomen | Niet deelgenomen | Niet deelgenomen |
| 1979   | Niet deelgenomen | Niet deelgenomen | Niet deelgenomen | Niet deelgenomen | Niet deelgenomen | Niet deelgenomen | Niet deelgenomen |
| 1981   | Niet deelgenomen | Niet deelgenomen | Niet deelgenomen | Niet deelgenomen | Niet deelgenomen | Niet deelgenomen | Niet deelgenomen |
| 1983   | Niet deelgenomen | Niet deelgenomen | Niet deelgenomen | Niet deelgenomen | Niet deelgenomen | Niet deelgenomen | Niet deelgenomen |
| 1986   | Niet deelgenomen | Niet deelgenomen | Niet deelgenomen | Niet deelgenomen | Niet deelgenomen | Niet deelgenomen | Niet deelgenomen |
| 1989   | Niet deelgenomen | Niet deelgenomen | Niet deelgenomen | Niet deelgenomen | Niet deelgenomen | Niet deelgenomen | Niet deelgenomen |
| 1991   | Niet deelgenomen | Niet deelgenomen | Niet deelgenomen | Niet deelgenomen | Niet deelgenomen | Niet deelgenomen | Niet deelgenomen |
| 1993   | Niet deelgenomen | Niet deelgenomen | Niet deelgenomen | Niet deelgenomen | Niet deelgenomen | Niet deelgenomen | Niet deelgenomen |
| 1995   | Niet deelgenomen | Niet deelgenomen | Niet deelgenomen | Niet deelgenomen | Niet deelgenomen | Niet deelgenomen | Niet deelgenomen |
| 1997   | Niet deelgenomen | Niet deelgenomen | Niet deelgenomen | Niet deelgenomen | Niet deelgenomen | Niet deelgenomen | Niet deelgenomen |
| 1999   | Groepsfase       | 4                | 2                | 0                | 2                | 9                | 16               |
| 2001   | Groepsfase       | 4                | 2                | 0                | 2                | 11               | 7                |
| 2003   | Groepsfase       | 3                | 2                | 0                | 1                | 6                | 9                |
| 2006   | Groepsfase       | 3                | 1                | 0                | 2                | 1                | 7                |
| 2008   | Groepsfase       | 3                | 1                | 0                | 2                | 1                | 4                |
| 2010   | Groepsfase       | 3                | 0                | 0                | 3                | 0                | 12               |
| 2014   | Zesde plaats     | 4                | 1                | 0                | 3                | 4                | 9                |
| 2018   | Groepsfase       | 3                | 0                | 0                | 3                | 0                | 16               |
| 2022   | Kwartfinale      | 6                | 2                | 1                | 3                | 7                | 12               |
| Totaal | 9/20             | 33               | 11               | 1                | 21               | 39               | 92               |

### Aziatische Spelen
| Jaar   | Resultaat     | Wed | W | G | V  | DV | DT |
| ------ | ------------- | --- | - | - | -- | -- | -- |
| 1998   | Groepsfase    | 3   | 0 | 1 | 2  | 1  | 16 |
| 2002   | Groepsfase    | 5   | 0 | 1 | 4  | 2  | 16 |
| 2006   | Groepsfase    | 3   | 0 | 0 | 3  | 2  | 11 |
| 2010   | Groepsfase    | 3   | 1 | 0 | 2  | 4  | 7  |
| 2014   | Vierde plaats | 5   | 2 | 0 | 3  | 7  | 12 |
| 2018   | Kwartfinale   | 3   | 1 | 1 | 1  | 3  | 9  |
| Totaal | 6/9           | 22  | 4 | 3 | 15 | 19 | 71 |

## FIFA-wereldranglijst
Betreft klassering aan het einde van het jaar
| 2003 | 2004 | 2005 | 2006 | 2007 | 2008 | 2009 | 2010 | 2011 | 2012 | 2013 | 2014 | 2015 | 2016 | 2017 | 2018 | 2019 | 2020 | 2021 | 2022 |
| ---- | ---- | ---- | ---- | ---- | ---- | ---- | ---- | ---- | ---- | ---- | ---- | ---- | ---- | ---- | ---- | ---- | ---- | ---- | ---- |
| 42   | 43   | 36   | 36   | 36   | 30   | 32   | 34   | 31   | 30   | 28   | 34   | 29   | 32   | 32   | 35   | 32   | 34   | 32   | 34   |

## Selecties

### Huidige selectie
Deze spelers werden geselecteerd voor het AFF Women's Championship 2022.
| Doel                      |                        |                                 |
| 1                         | Lai Thi Tuyet          | Phong Phú Hà Nam W.F.C.         |
| 14                        | Tran Thi Kim Thanh     | Hồ Chí Minh City FC             |
| 20                        | Khong Thi Hang         | Than Khoáng Sản Việt Nam W.F.C. |
| Verdediging               |                        |                                 |
| 2                         | Luong Thi Thu Thuong   | Than Khoáng Sản Việt Nam W.F.C. |
| 3                         | Chuong Thi Kieu Chuong | Hồ Chí Minh City FC             |
| 4                         | Trn Thi Thu            | Hồ Chí Minh City FC             |
| 5                         | Hoang Thi Loan         | Hà Nội I W.F.C.                 |
| 13                        | Le Thi Diem My         | Than Khoáng Sản Việt Nam W.F.C. |
| 15                        | Pham Thi Lan Anh       | Hà Nội I W.F.C.                 |
| 17                        | Nguyen Thi My Anh      | TNG Thái Nguyên W.F.C.          |
| 25                        | Tran Thi Thu Thao      | Hồ Chí Minh City FC             |
| Middenveld                |                        |                                 |
| 6                         | Pham Hoang Quynh       | Phong Phú Hà Nam W.F.C.         |
| 7                         | Nguyen Thi Tuyet Dung  | Phong Phú Hà Nam W.F.C.         |
| 8                         | Tran Thi Thuy Trang    | Hồ Chí Minh City FC             |
| 10                        | Tran Thi Hai Linh      | Hà Nội I W.F.C.                 |
| 11                        | Nguyen Thi Truc Huong  | Than Khoáng Sản Việt Nam W.F.C. |
| 16                        | Duong Thi Van          | Than Khoáng Sản Việt Nam W.F.C. |
| 18                        | Nguyen Thi Van         | Than Khoáng Sản Việt Nam W.F.C. |
| 21                        | Ngan Thi Van Su        | Hà Nội I W.F.C.                 |
| 22                        | Tran Thi Thu Xuan      | Hà Nội I W.F.C.                 |
| 23                        | Nguyen Thi Bich Thuy   | Hồ Chí Minh City FC             |
| Aanval                    |                        |                                 |
| 9                         | Huynh Nhu              | Vilaverdense FC                 |
| 12                        | Pham Hai Yen           | Hà Nội I W.F.C.                 |
| 19                        | Nguyen Thi Thanh Nha   | Hà Nội I W.F.C.                 |
| 24                        | Chau Thi Vang          | Than Khoáng Sản Việt Nam W.F.C. |
| Bondscoach: Mai Đức Chung |                        |                                 |